# Hunter Parrish
Hunter Parrish (* 13. května 1987, Richmond, Virginie, USA) je americký herec a zpěvák. Jeho nejznámější role je Silas Botwin v seriálu Tráva, který vysílá stanice Showtime.

## Osobní život
Narodil se v městě Richmond ve Virginii a vyrůstal v Planu v Texasu. Jeho matka Annie pracuje s dětmi, které trpí autismem a jeho otec Bruce je inženýr. V roce 2007 absolvoval na Plano Senior High Schoo a Texas Tech University Independent School District. Podle svých slov je „liberální křesťan“.

## Kariéra
Hostoval v několika televizních pořadech včetně seriálů Kriminálka Las Vegas, Zločiny ze sousedství, Zákon a pořádek: Útvar pro zvláštní oběti a Kalifornské léto. Objevil se v menších rolích v komediích Konec snění a Rodinná dovolená a jiná neštěstí.
Ve filmu Mezi řádky hraje Bena Samuelse, jediného bělošského studenta ve třídě na kalifornské střední škole. Kritik Thomas Hibbs z National Review Online poznamenal, že Parrish hrál tuto roli se „skromným humorem“.
Od roku 2005 hraje v seriálu televize Showtime s názvem Tráva roli Silase Botwina, nejstaršího syna Nancy Botwin. V roce 2012 byla odvysílána 8. a poslední řada seriálu.
11. srpna 2008 se připojil k obsazení muzikálu Probuzení jara (Spring Awakening) a zahrál si hlavní roli Melchiora Gabora v divadle Eugena O'Neilla v New Yorku a obdržel ohlas u kritiků. Roli hrál až do derniéry muzikálu, která proběhla 18. ledna 2009.
18. srpna 2008 Parrish uveřejnil video na serveru funnyordie.com s názvem "Cougar 101 with Hunter Parrish".
Ve filmu Znovu 17 se objevil jako Stan, basketbalový hráč na střední škole.
V letech 2007 až 2009 moderoval internetovou talk show spolu se svými přáteli Kylem Shermanem a Allison Tyler s názvem "Two Guys and a Girl" (česky Dva kluci a holka).
8. srpna 2011 bylo oznámeno, že se objeví v roli Ježíše v Broadwayském revivalu Godspell. Představení začala od 13. října. V roce 2017 hrál roli Claye Haase ve druhé řadě seriálu Quantico.

## Filmografie
| Rok  | Název                            | Role          | Poznámky |
| ---- | -------------------------------- | ------------- | -------- |
| 2004 | Konec snění                      | Lance Gregory |          |
| 2005 | Steal Me                         | Tucker        |          |
| 2005 | Předtucha                        | Charlie       |          |
| 2005 | Cizinec                          | Kris          |          |
| 2006 | Rodinná dovolená a jiná neštěstí | Earl Gornicke |          |
| 2007 | Mezi řádky                       | Ben Samuels   |          |
| 2009 | Znovu 17                         | Stan          |          |
| 2009 | Papírový hrdina                  | Bryce         |          |
| 2009 | Nějak se to komplikuje           | Luke Adler    |          |
| 2010 | The Space Between                | McDonough     |          |
| 2012 | Zmizelá                          | Trey          |          |
| 2014 | Pořád jsem to já                 | Tom Howland   |          |
| 2015 | A Rising Tide                    | Sam Rama      |          |
| 2017 | All Nighter                      | Kip           |          |

| Rok       | Název                                     | Role                        | Poznámky                               |
| --------- | ----------------------------------------- | --------------------------- | -------------------------------------- |
| 2003      | Ten, kdo tě chrání                        | Hank                        | díl: „The Father-Daughter Dance“       |
| 2005      | Kalifornské léto                          | Tracy Hart                  | díl: „The Pleiades“                    |
| 2005      | Kriminálka Las Vegas                      | Jeremy McBride              | díl: „Gum Drops“                       |
| 2005–2012 | Tráva                                     | Silas Botwin                | 101 dílů                               |
| 2006      | Po právu                                  | Kevin Rounder               | díl: „Confessions“                     |
| 2006      | Zločiny ze sousedství                     | Jay Stratton                | díl: „A House Divided“                 |
| 2006      | Campus Ladies                             | Student Health employee     | díl: „Webcam“                          |
| 2007      | Zákon a pořádek: Útvar pro zvláštní oběti | Jordan Owens                | díl: „Responsible“                     |
| 2010      | Batman: Odvážný hrdina                    | Kid Flash, Geo-Force (hlas) | díl: „Requiem For a Scarlet Speedster“ |
| 2011      | Pound Puppies: Štěňátka do každé rodiny   | Tundra (hlas)               | díl: „Snow Problem“                    |
| 2013–2014 | Dobrá manželka                            | Jeffrey Grant               | 3 díly                                 |
| 2015      | Stoupenci zla                             | Kyle Locke                  | 5 dílů                                 |
| 2015      | Hand of God                               | Josh Miller                 | 5 dílů                                 |
| 2015–2016 | Good Girls Revolt                         | Douglas Rhodes              | hlavní role, 10 dílů                   |
| 2017      | Quantico                                  | Clay Haas                   | 9 dílů                                 |
| 2018      | Tohle jsme my                             | Alan                        | 2 díly                                 |
| 2019      | Jane the Novela                           | Felix                       | neprodaný televizní pilotní díl        |
| 2020      | Ratched                                   | —                           |                                        |